# Sainte-Foy-lès-Lyon
Sainte-Foy-lès-Lyon es una comuna francesa situada en la Metrópoli de Lyon, de la región de Auvernia-Ródano-Alpes. 

## Geografía
Está ubicada en las afueras (banlieue en francés) oeste de Lyon.

## Demografía
| 2 044 | 2 110 | 1 697 | 2 016 | 2 312 | 2 808 | 2 737 | 3 120 | 3 127 | 4 114 | 4 462 | 5 042 | 4 668 | 5 118 | 5 732 | 3 105 | 2 907 | 2 914 | 3 106 | 3 147 | 3 358 | 3 782 | 4 505 | 5 074 | 5 335 | 6 270 | 7 290 | 9 592 | 16 583 | 21 698 | 21 521 | 21 450 | 21 193 | 22 151 | 21 646 | 22 012 |
| Para los censos de 1962 a 1999 la población legal corresponde a la población sin duplicidades (Fuente: INSEE [Consultar]) |       |       |       |       |       |       |       |       |       |       |       |       |       |       |       |       |       |       |       |       |       |       |       |       |       |       |       |        |        |        |        |        |        |        |        |

## Personajes célebres
De esta ciudad destacan el cantante, actor y modelo Jean-Baptiste Maunier y el escritor Éric-Emmanuel Schmitt.

## Ciudades hermanadas
- Limburg an der Lahn, Alemania.[5]
- Lichfield, Inglaterra.[6]